# Polle
Polle település Németországban, azon belül Alsó-Szászország tartományban. Lakosainak száma 1162 fő (2023. december 31.). Polle Lügde, Höxter és Heinsen községekkel határos.

## Népesség
A település népességének változása:
| Lakosok száma | 1168 | 1183 | 1203 | 1144 | 1137 | 1162 |
|               | 2016 | 2017 | 2019 | 2021 | 2022 | 2023 |